# 水平統合

水平統合を示し、垂直統合と対比する図。

水平統合（すいへいとうごう）または水平分業 (英: horizontal integration)は、サプライチェーンの同じ部分で商品またはサービスの生産を増やす企業のプロセスである。企業は、組織拡張、買収と合併によって水平統合を実現する。 
企業がその製品またはサービスの市場の大部分を獲得した場合、このプロセスは独占につながる可能性がある。 
水平統合は、企業が少数の生産ユニットの生産の複数の段階を統合する垂直統合とは対照的である。

## 水平的提携
水平統合は、水平分業、水平的提携とも呼ばれる。ただし、水平的提携の場合、提携企業は契約を締結するが、独立した運営となる。

## 側面
企業と社会の両方に対する水平統合には、規模の経済と範囲の経済の利点がある。会社にとって、水平統合は対象とする市場での存在感を強化する。それはまた、水平統合された企業の独占価格設定を可能にする可能性がある。しかし、それは社会全体に不利であり、規制当局が水平統合を禁止または制約することもある。 